# Anna Grau i Àrias
Anna Grau i Àrias   (Girona, 21 de setembre de 1967) és una periodista i escriptora catalana, llicenciada en periodisme per la Universitat Autònoma de Barcelona.

## Formació
Anna Grau va néixer a Girona i quan tenia 2 anys la seva família es va traslladar a Barcelona. Va cursar la primària a escoles de monges: al Cor de Maria de Mataró i a l'Escola Pia de Sabadell, ciutat on va fer la secundària, concretament a l'Institut Pau Vila. Posteriorment, es va llicenciar en Periodisme a la UAB.

## Trajectòria com a periodista
Ha treballat per diversos mitjans de comunicació, com Catalunya Ràdio o el diari Avui, diari del qual va ser corresponsal a Madrid del 1998 al 2005. Posteriorment, es traslladaria als Estats Units on treballaria com a corresponsal del diari ABC a Nova York del 2007 al 2011, i posteriorment es dedicaria a exercir d'analista política i cultural per a una àmplia pluralitat de mitjans incloent RTVE, La Sexta, TV3, la cadena SER, Onda Cero, EsRadio, Telemadrid, Onda Madrid, El Español, The New Barcelona Post i The Objective.
A la seva tornada a l'Estat espanyol s'establí a Madrid, on seguí escrivint pel diari ABC, i a més es convertí en sòcia fundadora del mitjà de comunicació Cuarto Poder, a més d'incorporar-se com a analista política a la ràdio i la televisió. Ha col·laborat amb programes com Al Rojo Vivo o La Sexta Noche, de La Sexta, La Mañana, de TVE, o Julia en la Onda, d'Onda Cero. També ha participat de programes com Más vale tarde, de La Sexta, Buenos Días, de Telemadrid, i en espais literaris radiofònics amb la seva pròpia producció literària tant en castellà com català.

## Declaracions sobre política lingüística
Les seves declaracions molt crítiques amb la política lingüística del govern de la Generalitat de Catalunya respecte a la llengua catalana, l'han portat a denunciar una suposada campanya d'assetjament i d'insults a les xarxes socials, denúncia per la qual ha rebut el suport i l'empara de les Asociaciones de Prensa de España (FAPE) i de l'Asociación de la Prensa de Madrid (APM), així com el suport exprés de nombrosos representants polítics com Ciutadans, PSC i del PP. El nivell de les crítiques i també de les protestes contra Anna Grau s'accentuaren quan el 23 de novembre de 2020 Grau declarà a un programa de Televisió Espanyola anomenat Quién educa a quién que a Catalunya "hi ha una plataforma subvencionada per la Generalitat que espia els nens si parlen o no català al pati", referint-se a una campanya de Plataforma per la Llengua. La suposada campanya d'espionatge resultaria ser però un estudi sociolingüístic qualitatiu i puntual dut a terme per Plataforma per la Llengua i publicat el juliol de 2019 amb el títol Estudi sociolingüístic als patis d'escoles i instituts de zones urbanes de Catalunya. Aquest estudi havia aplicat la metodologia de l'observació no participant, i senzillament s'havia fet l'observació sense controlar ni recollir dades de l'alumnat ni del professorat, segons declaracions de la vicepresidenta de l'entitat Mireia Plana.

## Carrera política
Des de l'agost de 2019 assessorava la Conselleria de Cultura i Turisme de la Comunitat de Madrid governada pel Partit Popular. Però el 7 de gener de 2021, després que Fernando Sánchez Costa (llavors president de l'entitat Societat Civil Catalana) rebutgés una oferta informal de Ciutadans, S'anunciaria que Anna Grau seria la 2a a la llista de Ciutadans per Barcelona a les eleccions al Parlament de Catalunya d'aquell mateix any. Grau també era, des del juliol del 2020, la presidenta Societat Civil Catalana a Madrid, una plataforma unionista espanyola pròxima a l'extrema dreta. El fitxatge d'Anna Grau arribà després que Lorena Roldán, guanyadora de les primàries del partit de Ciutadans, fos apartada i en el seu lloc se situés Carlos Carrizosa, fet pel qual Roldán deixà la formació de Ciutadans per incorporar-se a les llistes del PP de número 2 per Barcelona amb Alejandro Fernández com a cap de llista. Anna Grau, però, ja s'havia afiliat a Ciutadans l'11 de novembre del 2019, just el mateix dia que Albert Rivera, llavors líder del partit, dimitia després d'uns resultats electorals catastròfics que els van fer perdre 47 dels 57 diputats que tenien al Congrés espanyol. Tot i que també havia estat a l'òrbita d'altres partits com el PP.
El febrer de 2023, fou designada per Ciutadans candidata a l'alcaldia de Barcelona a les eleccions municipals de 28 de maig de 2023.
El 27 de març de 2024, anuncià que no es presentaria a les eleccions al Parlament de Catalunya del 12 de maig d'aquell mateix any, i que decidia deixar la política activa i tornar al món de la comunicació. A les darreres eleccions municipals a Barcelona que s'havia presentat com a candidata de Ciutadans havia aconseguit un 1,1% dels vots quedant fora del consistori.

## Obra literària
És també autora de diverses novel·les i assaigs, a més de responsable del canal de BookTube Libros por un Tubo.
- De cómo la CIA eliminó a Carrero Blanco y nos metió en Irak : la verdadera historia secreta d'España y Estados Unidos. 1..  Barcelona: Ediciones Destino, 2011, p. 420. ISBN 9788423344789.
- ¿Los españoles son de Marte y los catalanes de Venus? : cómo y cuándo se fue al garete la conllevancia. Primeraición.  Barcelona: Península, 2015, p. 234. ISBN 9788499424002.
- Per què parir : crònica d'un desengany. 1.  Barcelona: Ara Llibres, 2007, p. 132. ISBN 978-84-96201-97-2.
- Dones contra dones. 1..  Barcelona: La Magrana, 2000, p. 272. ISBN 978-84-8264-309-0.
- Què pensa Xavier Trias.  Barcelona: Proa, 2003, p. 160. ISBN 978-84-95400-19-2.
- Supèrbia: endarrere aquesta gent. 1..  Barcelona: Columna Edicions, 2003. ISBN 978-84-664-0298-9.
- Dones contra dones. 1.  Barcelona: La Magrana, 2001, p. 270. ISBN 978-84-8264-309-0.
- El dia que va morir el president : novel·la sobre la política catalana. 1a.  Barcelona: Editorial Empúries, 1999, p. 176. ISBN 978-84-7596-665-6.
- #Podemos : deconstruyendo a Pablo Iglesias. Segundaición.  Barcelona: Deusto, 2014, p. 208. ISBN 978-84-234-1909-8.